# Zlatá Olešnice (ort i Tjeckien, lat 50,71, long 15,35)
Zlatá Olešnice är en ort i Tjeckien. Den ligger i den norra delen av landet, 100 km nordost om huvudstaden Prag. Zlatá Olešnice ligger 493 meter över havet och antalet invånare är 522.
Terrängen runt Zlatá Olešnice är lite kuperad. Runt Zlatá Olešnice är det ganska tätbefolkat, med 58 invånare per kvadratkilometer. Närmaste större samhälle är Jablonec nad Nisou, 12,9 km väster om Zlatá Olešnice. I omgivningarna runt Zlatá Olešnice växer i huvudsak blandskog.